# 雪警樂團
雪巡警（英語：Snow Patrol）是一個1993年成立於蘇格蘭鄧迪大學，曾獲格林美獎提名最佳搖滾歌曲獎的另類搖滾樂團。成員大半來自北愛爾蘭的班戈縣 (Bangor) 和 北愛爾蘭的貝爾法斯特。他們以蘇格蘭第二大城市格拉斯哥為根據地，並簽約公司宝丽多唱片。最初的雪巡警只是一個獨立搖滾樂團，但因為〈Run〉、 〈Chasing Cars〉等等歌曲成功成為主流音樂，近年來他們尋求更多另類搖滾的元素。最近的代表有《蜘蛛俠3》的主題曲〈Signal Fire〉

## 樂團成員

### 現在成員
- Gary Lightbody – 主唱, 吉他手
- Paul Wilson – 低音吉他手
- Jonny Quinn – 鼓手, 敲擊樂器
- Nathan Connolly – 吉他手
- Tom Simpson – 鍵琴手

### 過往成員
- Mark McClelland – 低音結他手, 鍵琴手

## 作品

### 唱片
- Songs for Polarbears - 1998年8月
- When It's All Over We Still Have to Clear Up - 2001年3月
- Final Straw - 2004年4月
- Eyes Open - 2006年7月
- A Hundred Million Suns - 2008年11月
- Up To Now - 2009年11月
- Fallen Empires - 2011年11月
- Wildness - 2018年
- The Forest Is the Path - 2024年

## 外部連結
- （英文）官方網站 （页面存档备份，存于）
- （英文）官方網誌 （页面存档备份，存于）
- （英文）雪警樂團的MySpace主頁